# Вилла Шаринска
Вилла Шаринска — выкрашенное в розовый цвет здание на улице Сторгатан 63-65, расположенное рядом с парком Добельнс у города Умео, Швеция. Вила Шаринска была построена по проекту архитектора Рагнара Остаберга и завершена в 1904—1905 годах; строительство велось для Эгиля Унандера-Шарина и его семьи. В 1950 году в здании также располагался семейный бизнес AB Scharins Söner.

## Здание
Внешний вид здания викторианский. Над окнами имеются гребни, окна на первом этаже с арками и ярко выражены. Балконы в стиле рококо выполнены из кованого железа. Три этажа здания построены со смещением в сторону, что контрастирует с присутствующей в других элементах последовательной симметрией. Обновлённый фасад слегка красноватый с фризом под третьим этажом. Внутренние стены отделаны деревянными панелями, за исключением так называемой Испанской залы, стены которой после реставрации покрыты мозаикой из Испании.
Входные двери главного входа имеют декор, выполненный Рагнаром Остбергом. Декором является обильная «листва» в виде лиц семи людей с аистом в середине. Семь человек символизируют семь детей в семье Шарина. Вилла Шаринска считается одним из лучших произведений Остберга, выполненных им в молодые годы.

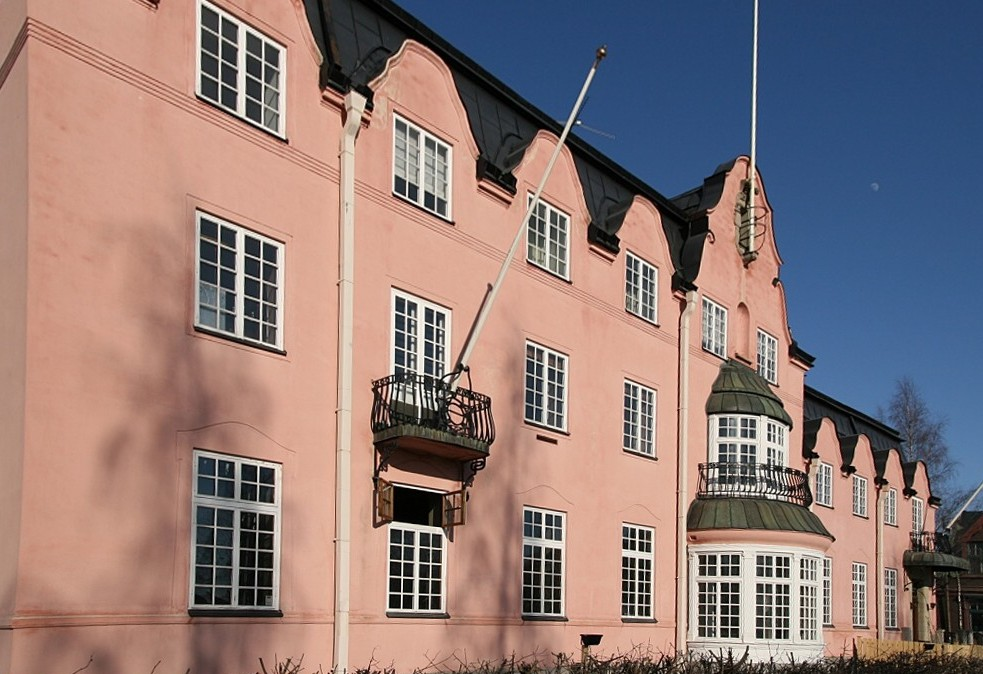
Современное состояние виллы.

К югу от дома садовника есть сад (с мелкой цветной бетонной плиткой) в окружении арочных металлических решёток на юге и западе и металлических реек на востоке. К северу от здания расположена автостоянка. Стоянка также служит входом в муниципальную штаб-квартиру компании по продаже недвижимости Bostaden.

### Дом садовника
Флигель, также известный как пристройка или дом садовника, относится к вилле. Флигель расположен к западу от главного здания и построен в стиле, похожем на стиль виллы. Флигель имеет высоту в один этаж с меблированными помещениями в западной части и в полтора этажа в восточной части. Флигель первоначально служил домом для садовника виллы и конюшней с комнатой кучера. Парник, который долгое время находился на его южной стороне, был снесен в 1980-е годы. Флигель, интерьер которого не классифицируется как охраняемое государством здание, уже в наше время был перестроен на четыре гаража с коричневыми остеклёнными навесными дверями из дерева.

## История
Эгиль Унандер-Шарин связался с несколькими архитекторами, включая Густава Хермансана, спроектировавшего многие дома в Сундсвале (после разрушительного пожара 1888 года) и Эрнста Стенхамара, который был архитектором здания банка Свенска Хандельсбанкен под Умео, который был построен в 1894 году. Унандер-Шарин остался недоволен их предложениями и вместо этого предложил сделать проект виллы архитектору Остбергу.
4 июля 1904 году Унандеру-Шарину было предоставлено разрешение на строительство на участках 2 и 3 в блоке Хермуд (участок 1 уже был занят), и уже на следующий день после подготовки котлована началась закладка фундамента. 14 июля Унандер-Шарин заплатил 7894,85 кроны городу Умео за два участка. Расположение этих участков было результатом плана города от 1889 года, на котором были перерисованы все участки в районе, пострадавшие от городского пожара в 1888 году. Два участка были пусты после пожара. Окончательная стоимость виллы, по оценкам, составила 94000 крон, из которых 12000 было потрачено на декоративное оформление и 4000 крон — на гонорар Остбергу за подготовку архитектурных чертежей.

### В настоящее время
В 1959 году семья Шарин продала здание муниципалитету Умео, который провёл реконструкцию виллы и внёс в здание несколько изменений, так как его администрация планировала использовать виллу для студенческой профсоюзной деятельности. В 1981 году Вилла Шаринска была объявлена памятником архитектуры, после чего между муниципалитетом Умео и студенческим союзом было заключено соглашение о совместном использовании здания. После объявления торгов в 1996 году Студенческий союз науки и техники переехал в здание, но они отказались от контракта на рубеже 2003—2004 годов. Здание, которое до сих пор находилось под эгидой некоммерческих структур, перешло в руки Ekonomiska Föreningen för Alternativ Kultur (EFAK) (экономической ассоциации альтернативной культуры Умео), которая провела очередную реконструкцию виллы осенью 2004 года.
В течение 2006—2013 годов деятельность в вилле носила частный характер. Примеры: рок-клуб под названием Шаринска с банкетным залом, подвальный паб, таверна и сцена для живой музыки. На рубеже 2013—2014 годов бизнес был перенесён в новый Музей гитар в Васасколани.
Осенью 2013 года начался внешний ремонт здания, в 2014 проведены ремонтные работы внутренних помещениях.